# Ilija Dürhammer
Ilija Dürhammer (* 12. März 1969 in Wien) ist ein österreichischer Schriftsteller, Literaturwissenschafter und Kulturhistoriker.

## Leben
Ilija Dürhammer wuchs als Sohn österreichischer und bulgarischer Vorfahren in Wien auf, wo er auch maturierte. Anschließend studierte er an der Universität Wien Germanistik, Musik- und Theaterwissenschaft und Geschichte. Danach wirkte er als Lektor, freier Autor und Wissenschaftler an den Universitäten Die Angewandte (Wien), Universität Sofia (Bulgarien) und Universität Budapest (Ungarn). Heute lehrt er im Burgenland am Bundesgymnasium Oberschützen.
Dürhammer war mehrfach Ausstellungskurator und Autor bzw. Herausgeber zahlreicher Veröffentlichungen zu literarischen und kulturgeschichtlichen Themen. Zugleich verfasste er Romane, Prosa und Lyrik.

## Auszeichnungen
- 1999 Theodor-Körner-Fonds-Preisträger
- 2015 Burgenland-Sieger beim Literaturwettbewerb Goldenes Kleeblatt gegen Gewalt
- 2016 Preis der Burgenlandstiftung – Theodor Kery

## Literarische Werke
- Thomas Bernhard HOLZ. EIN. FALL. Eine reale Fiktion, Kremayr & Scheriau, Wien 2004, ISBN 978-3-218-00722-1
- Und Orpheus schweigt. Ein Kurznovellen-Roman, edition lex liszt 12, 12. Mai 2016. ISBN 978-3-99016-103-6

## Wissenschaftliche Studien (Auswahl)
- Schuberts literarische Heimat: Dichtung und Literaturrezeption der Schubert-Freunde, Böhlau-Verlag, Wien/Köln/Weimar 1999, ISBN 978-3-205-99051-2
- (Hrsg. mit Pia Janke) Der "Heimatdichter" Thomas Bernhard. Wien: Holzhausen, 1999. ISBN 3-85493-009-7
- Richard Strauss – Hugo von Hofmannsthal. Frauenbilder. Wien: Edition Praesens, 2001
- Raimund, Nestroy, Grillparzer – Witz und Lebensangst. Wien: Edition Praesens, 2001
- "Erst wenn einer tot ist, ist er gut". Wien: Brandstätter, 2002
- Die "österreichische" nationalsozialistische Ästhetik. Wien: Böhlau, 2003
- Geheime Botschaften: homoerotische Subkulturen im Schubert-Kreis, bei Hugo von Hofmannsthal und Thomas Bernhard, Böhlau-Verlag, Wien/Köln/Weimar 2006, ISBN 978-3-205-77462-4
- Mythen und Moderne. Trakl. Rilke. Hofmannsthal. 16 Gedichtinterpretationen, Praesens Verlag, 2010. ISBN 978-3-706-90614-2